# Пажский мост
Па́жский мост (хорв. Paški most) — автодорожный железобетонный арочный мост, соединяющий остров Паг с материком, Хорватия. Расположен на государственной трассе D106. Сдан в эксплуатацию 17 ноября 1968 года. Длина моста 301 м, ширина — 9 м. Длина пролёта арки — 193 м. Мост построен компанией «Mostogradnja» под руководством инженера Ильи Стоядиновича.
Во время войны в Хорватии после разрушения моста в Масленице Пажский мост оказался звеном единственного маршрута, связывавшего Задар и Центральную Далмацию с остальной Хорватией (Задар — остров Паг — паром Призна-Жиглен), по нему проходили беженцы, поставлялось оружие и продукты, из-за чего мост неоднократно подвергался атакам авиации Югославской народной армии. Вскоре после войны мост был полностью восстановлен.